# Congaz, Găgăuzia
Congaz (în găgăuză Kongaz) este un sat (comună) din Unitatea Teritorială Administrativă Găgăuzia, Republica Moldova. 
Cu o populație de cca. 11.000 de locuitori, satul este cea mare localitate de tip rural din Republica Moldova. Majoritatea populației (96%) o constituie găgăuzii.

## Geografie
Pe drumul Congaz–Baurci, la 2 km de podul peste râul Ialpug (ocolul silvic Congaz, Congaz, parcela 38, subparcela 12), este amplasat aflorimentul Baurci, arie protejată din categoria monumentelor naturii de tip geologic sau paleontologic.

## Demografie

### Structura etnică
Structura etnică a localității conform recensământului populației din 2004:
| Grup etnic                                               | Populație | % Procentaj |
| -------------------------------------------------------- | --------- | ----------- |
| Găgăuzi                                                  | 11.849    | 96,12%      |
| Băștinași declarați Moldoveni Băștinași declarați Români | 149 1     | 1,21% 0,01% |
| Ruși                                                     | 128       | 1,04%       |
| Ucraineni                                                | 91        | 0,74%       |
| Bulgari                                                  | 62        | 0,50%       |
| Țigani                                                   | 23        | 0,19%       |
| Alții                                                    | 24        | 0,19%       |
| Total                                                    | 12.327    | 100%        |

## Administrație și politică
Componența Consiliului local Congaz (23 de consilieri), ales la 5 noiembrie 2023, este următoarea:
|  | Partid                                       | Consilieri | Componență | Componență | Componență | Componență | Componență | Componență | Componență |
|  | -------------------------------------------- | ---------- | ---------- | ---------- | ---------- | ---------- | ---------- | ---------- | ---------- |
|  | Partidul „Renaștere”                         | 7          |            |            |            |            |            |            |            |
|  | Candidat independent GHEORGHI RADOV          | 1          |            |            |            |            |            |            |            |
|  | Partidul Socialiștilor din Republica Moldova | 3          |            |            |            |            |            |            |            |
|  | Candidat independent GAVRIL TULBA            | 1          |            |            |            |            |            |            |            |
|  | Candidat independent ANNA STATOVA            | 1          |            |            |            |            |            |            |            |
|  | Candidat independent ILIA CHIULJIU           | 1          |            |            |            |            |            |            |            |
|  | Candidat independent SERGHEI HARCIU          | 1          |            |            |            |            |            |            |            |
|  | Candidat independent IOSIF CARASENI          | 1          |            |            |            |            |            |            |            |
|  | Candidat independent STEPAN MANOLOV          | 1          |            |            |            |            |            |            |            |
|  | Candidat independent CHIRILL CARASENI        | 1          |            |            |            |            |            |            |            |
|  | Candidat independent MIHAIL CARASENI         | 1          |            |            |            |            |            |            |            |
|  | Candidat independent IOSIF BUZADJI           | 1          |            |            |            |            |            |            |            |
|  | Candidat independent FIODOR TULBA            | 1          |            |            |            |            |            |            |            |
|  | Candidat independent ALEXANDR CEBANOV        | 1          |            |            |            |            |            |            |            |
|  | Candidat independent GHEORGHI VÎLCIU         | 1          |            |            |            |            |            |            |            |

## Galerie de imagini

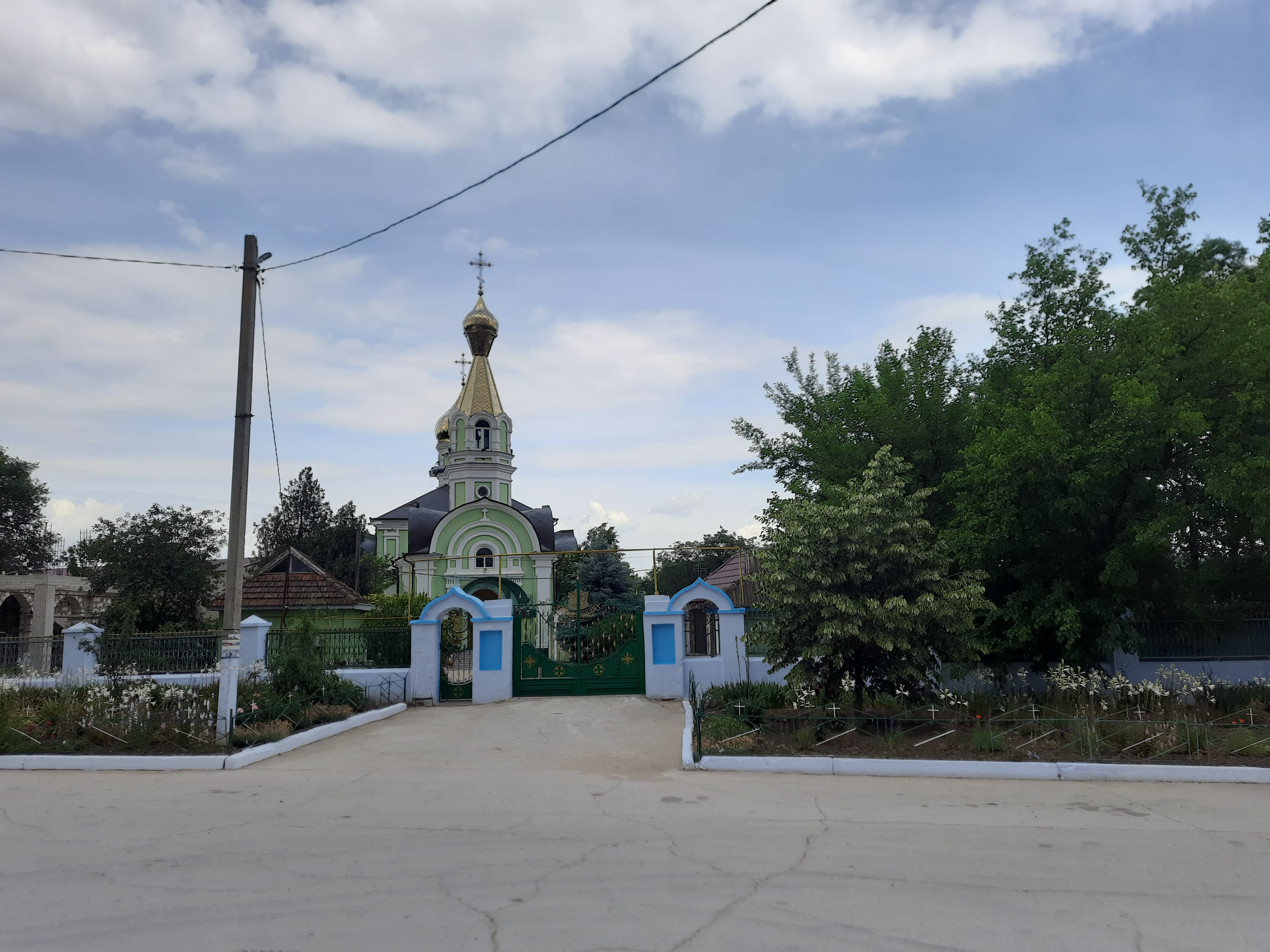
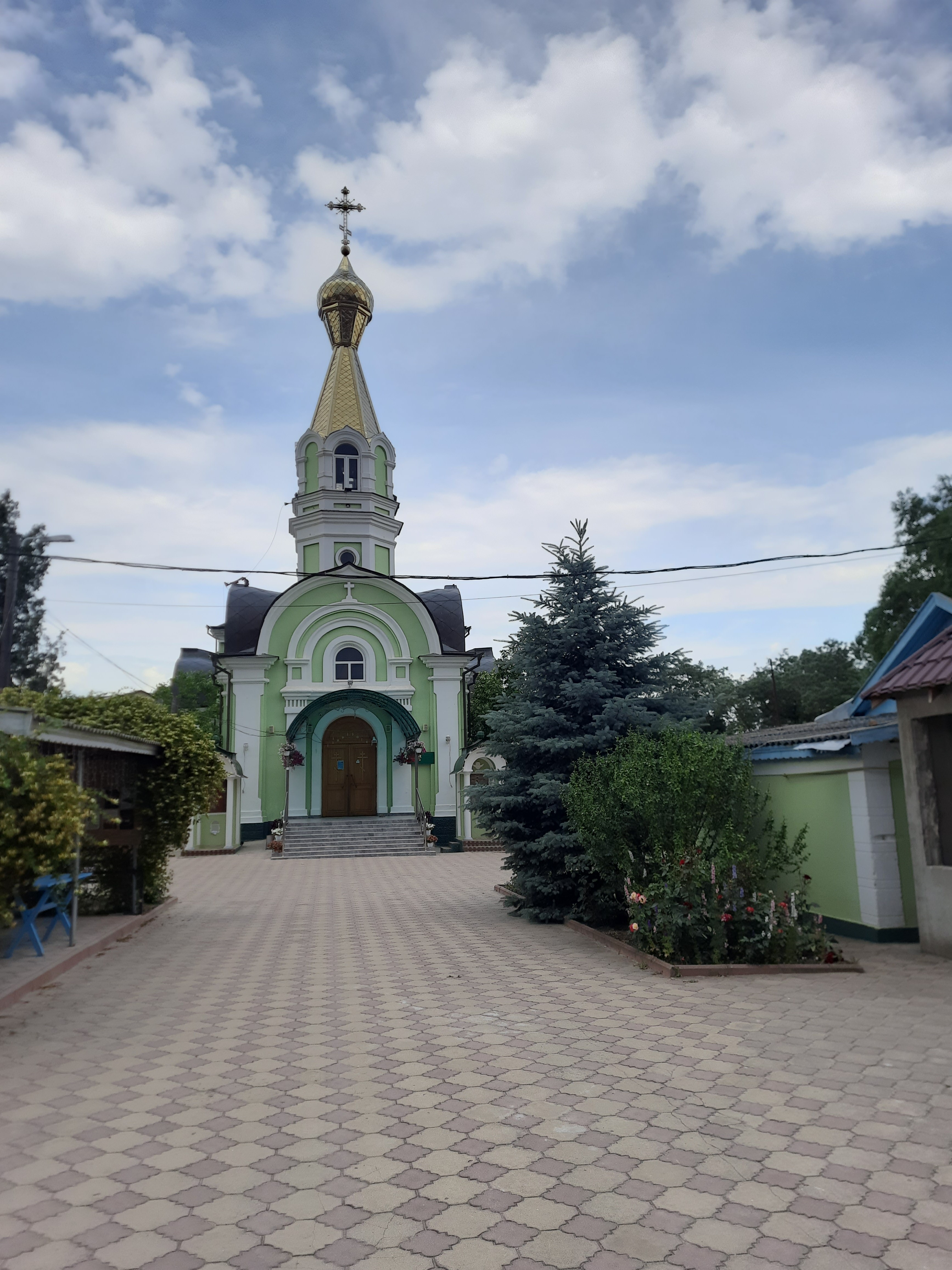
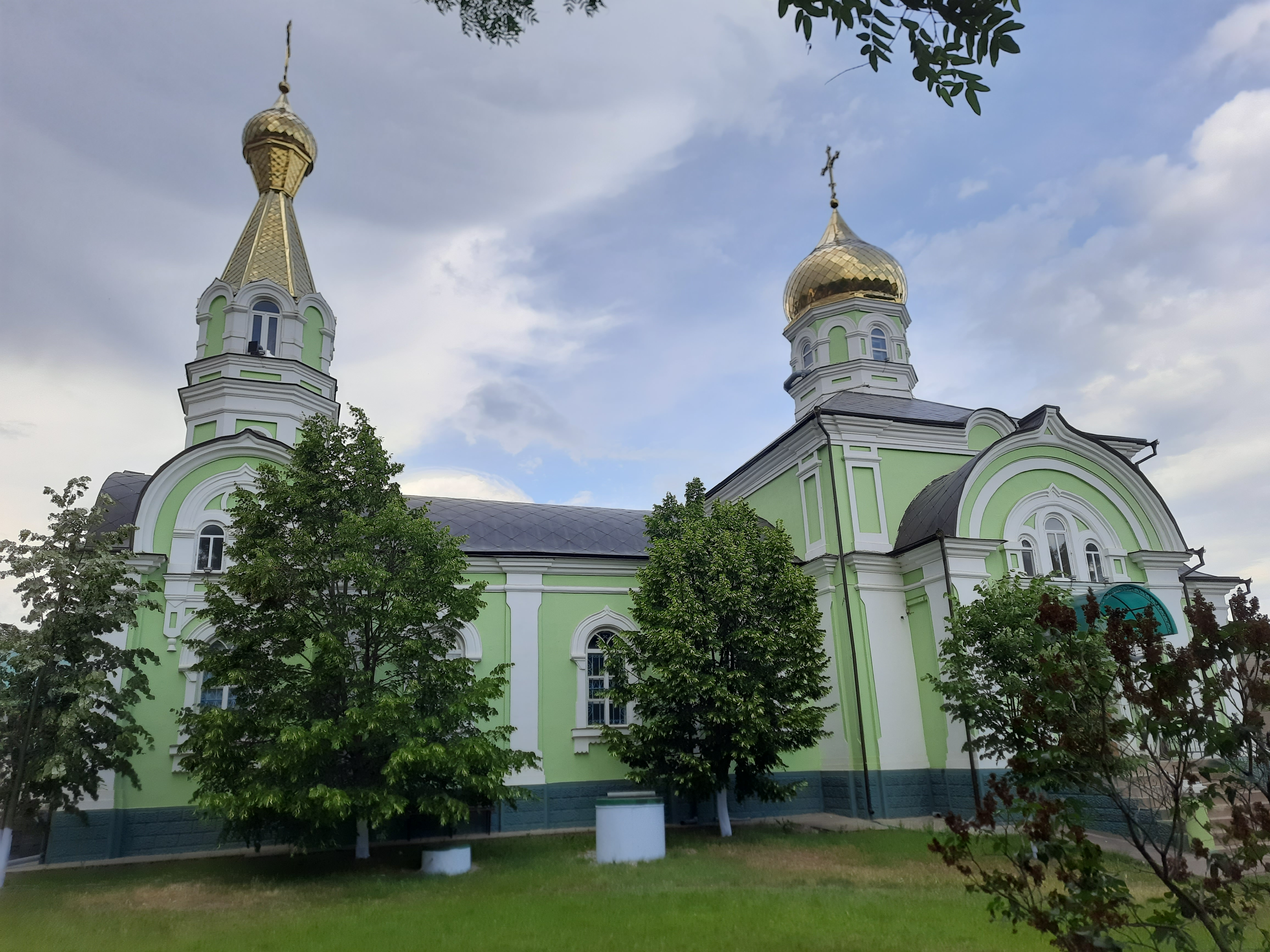
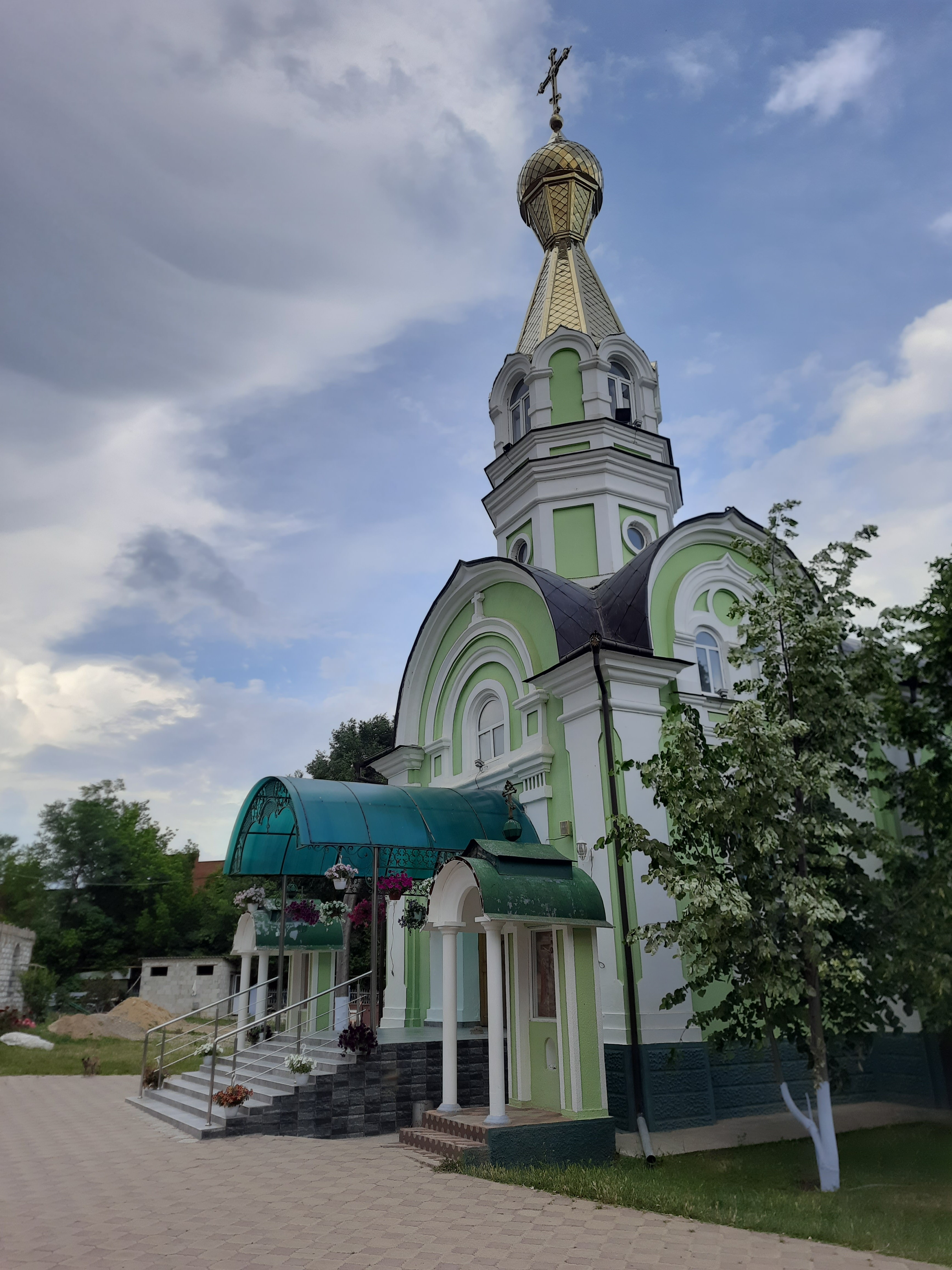
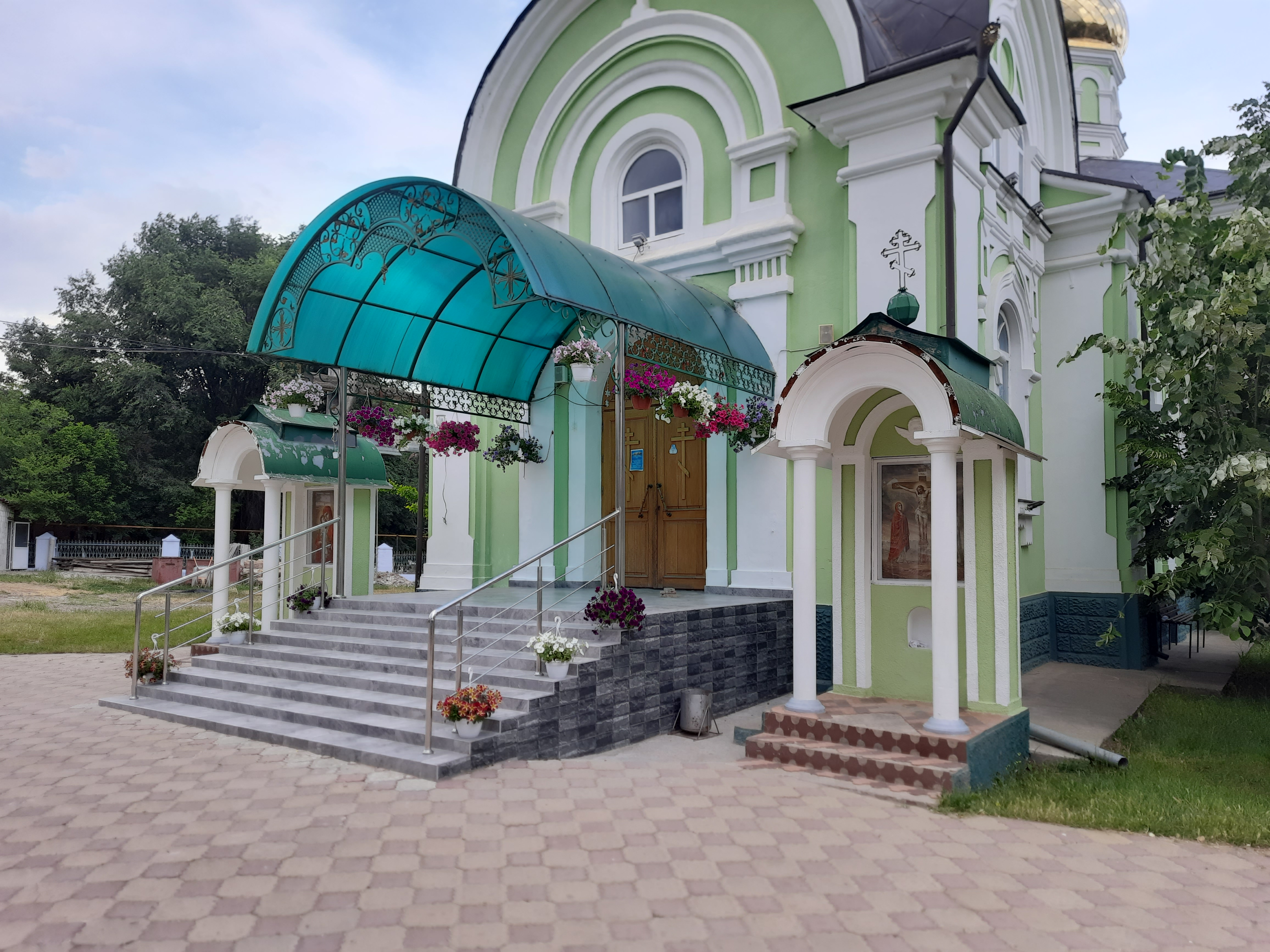
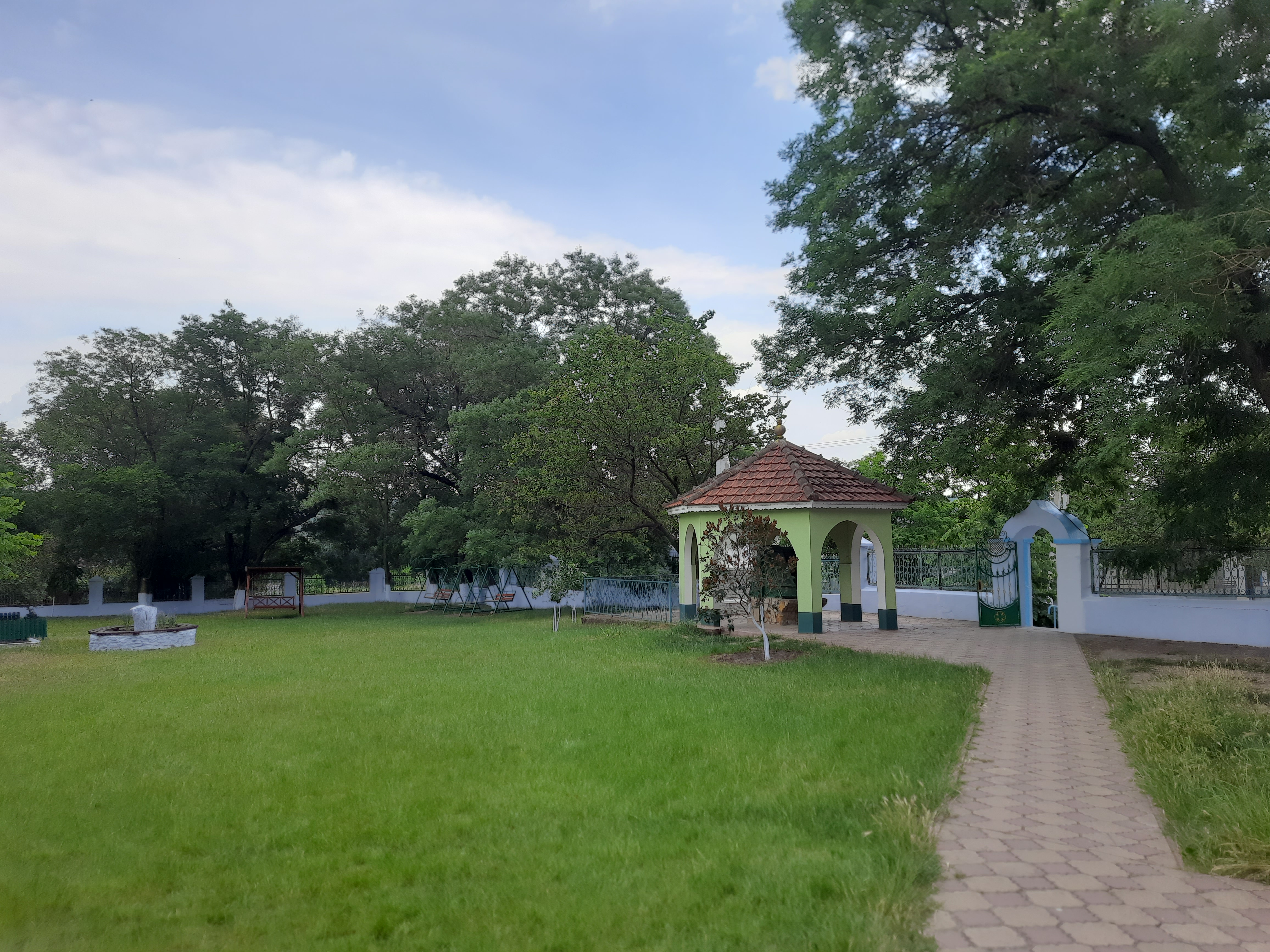

Biserica „Sf. Treime” din localitate.
Alte locuri

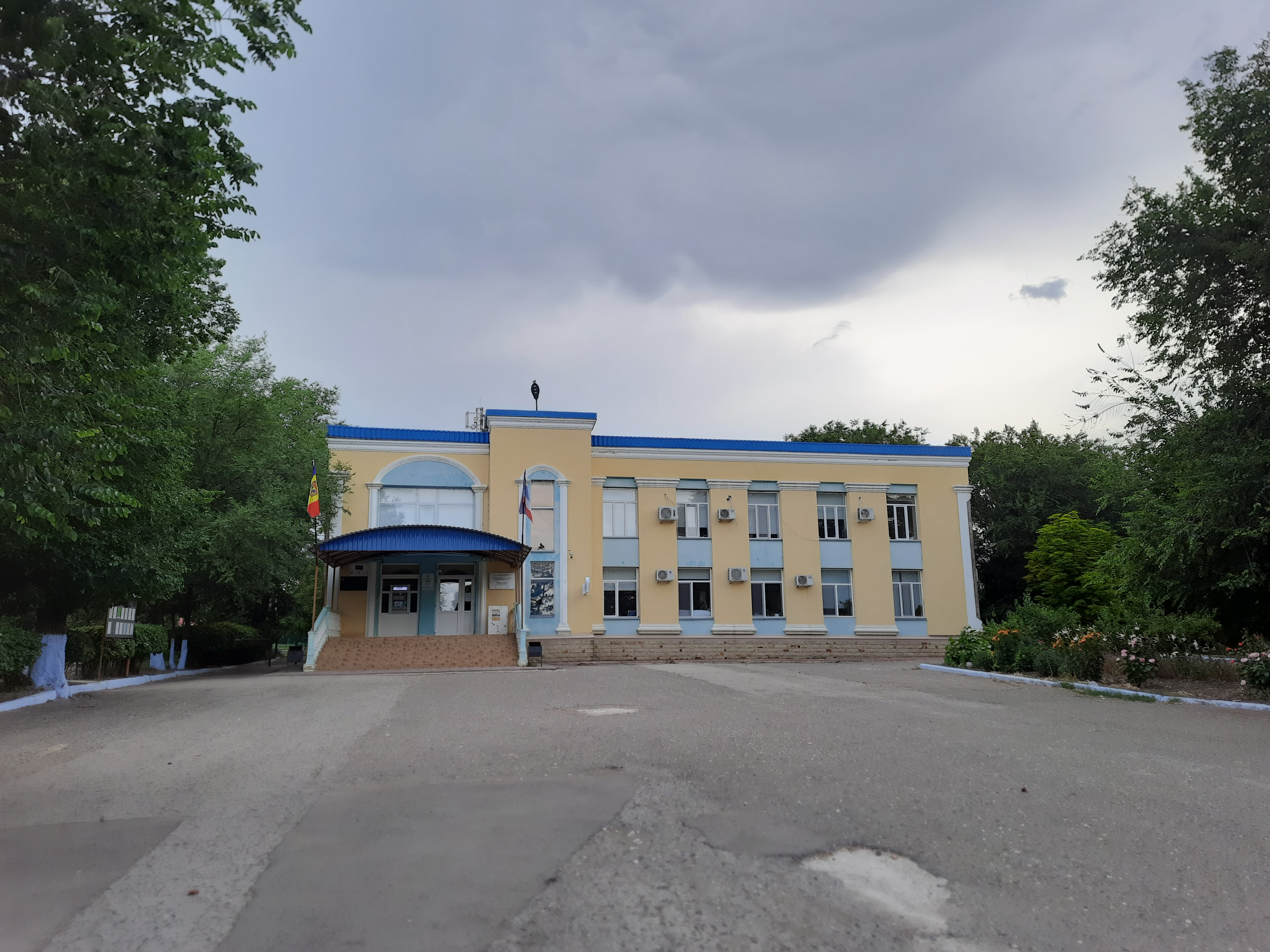
Consiliul local
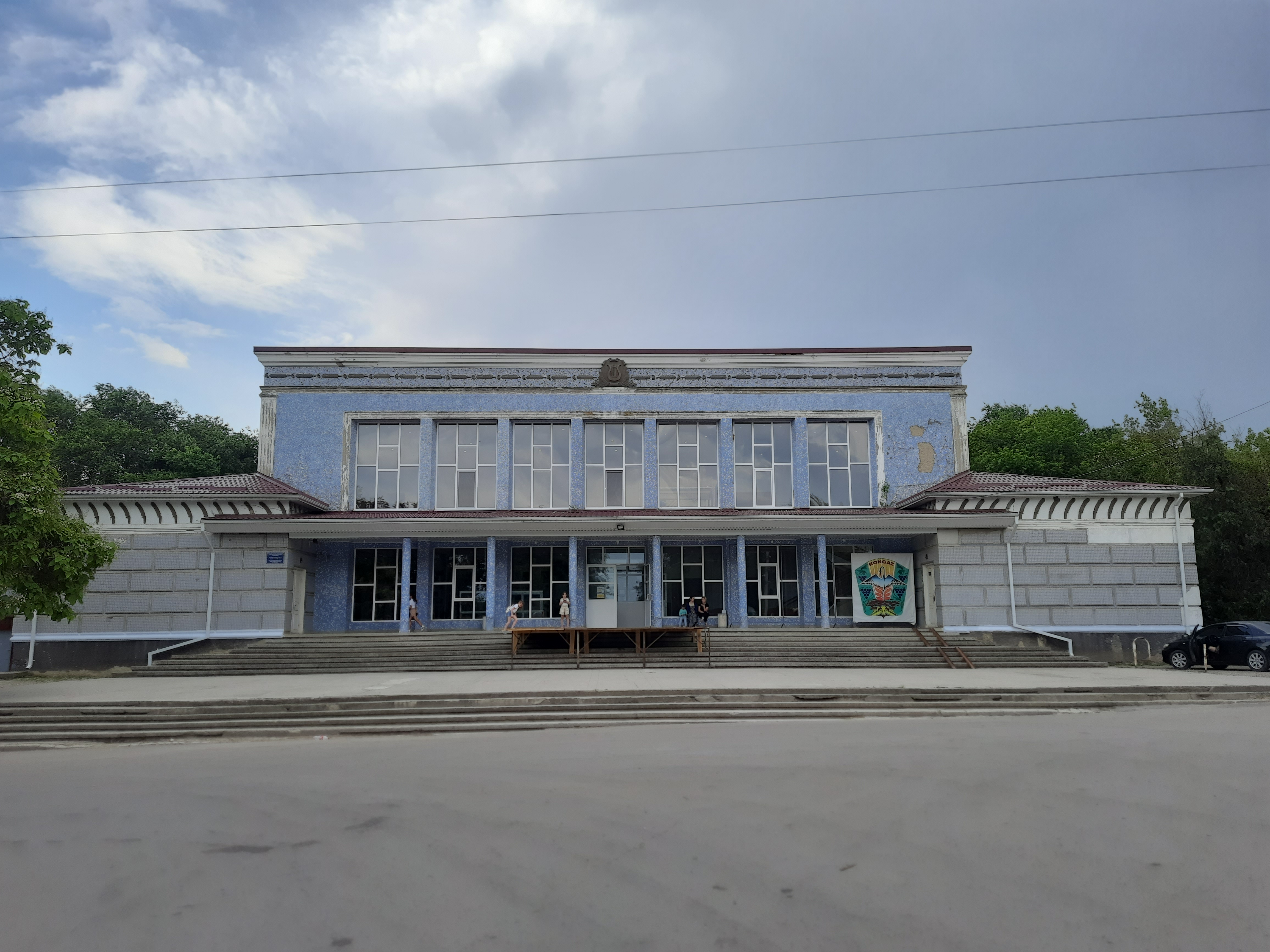
Casa de cultură
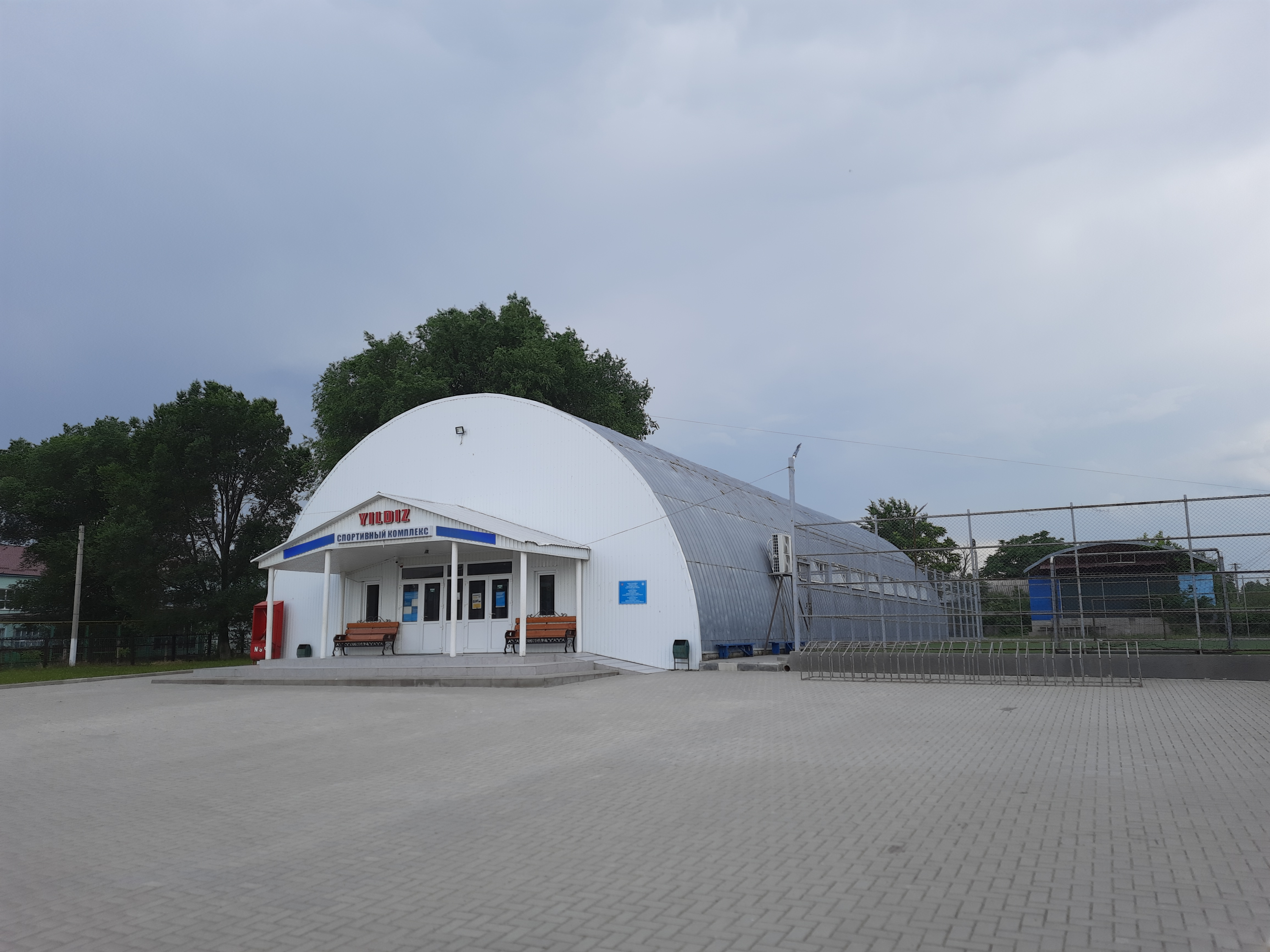
Complexul sportiv „Yildiz”
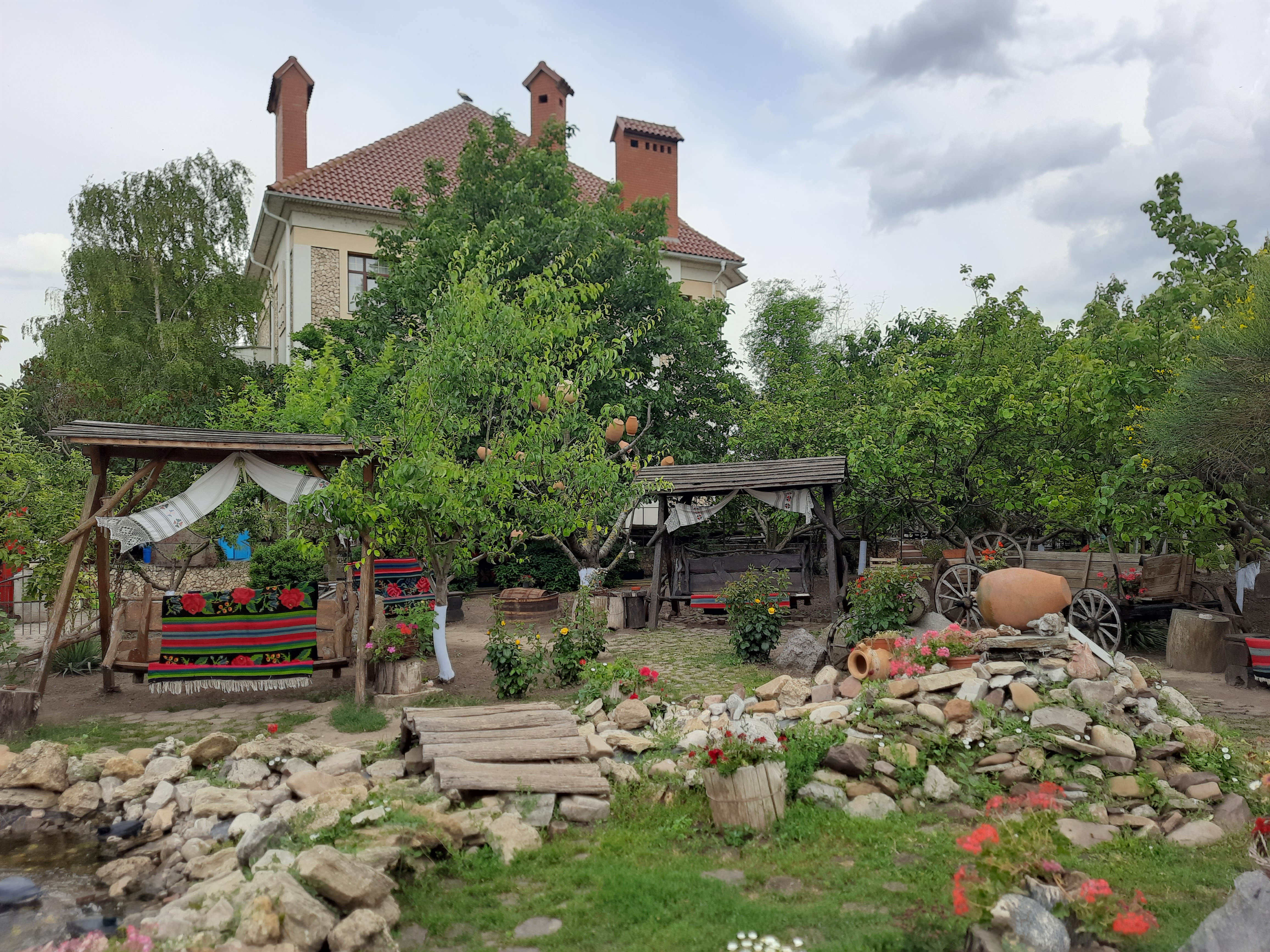
Curtea muzeului
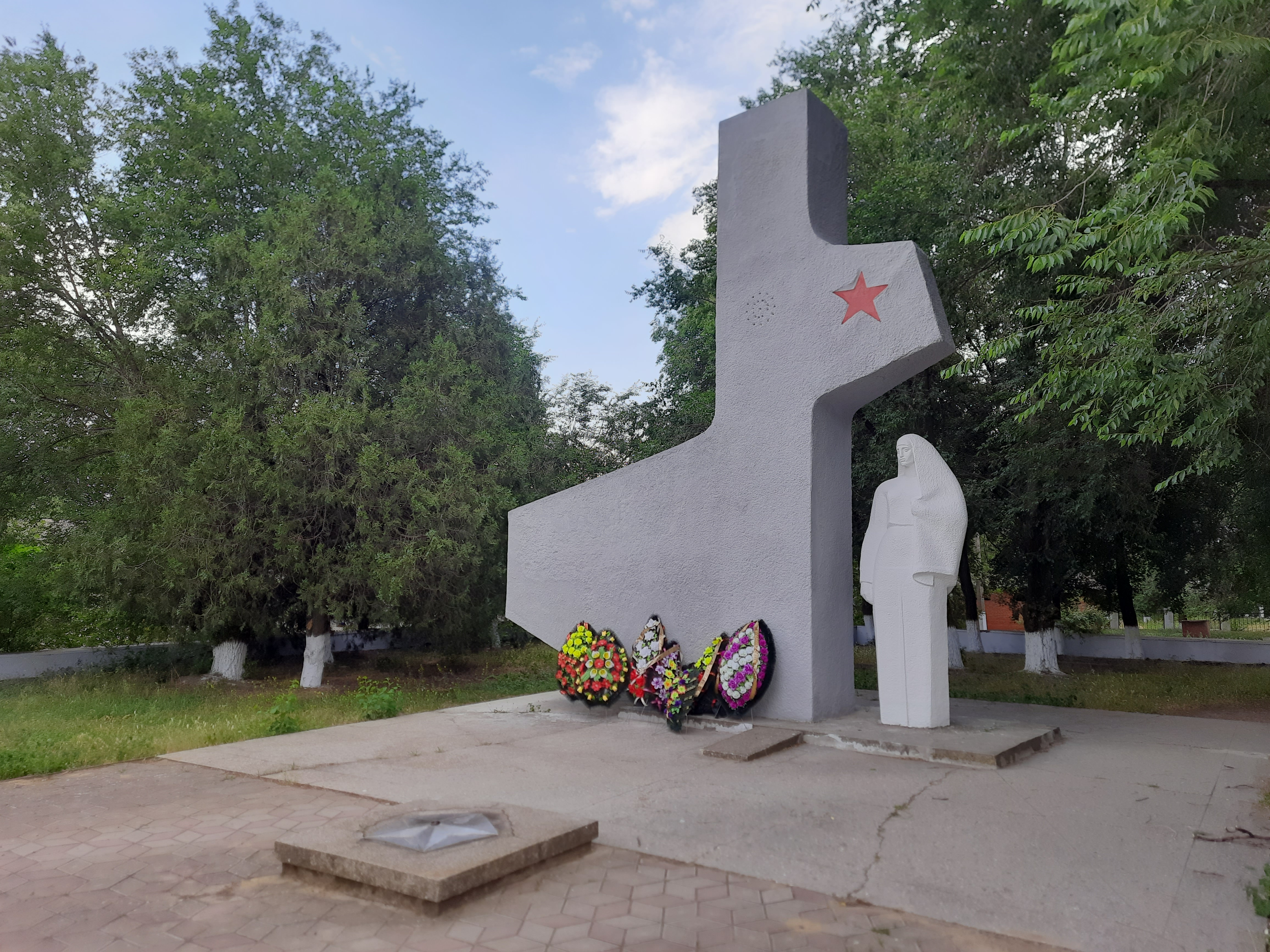
Monumentul participanților la războiul germano-sovietic.
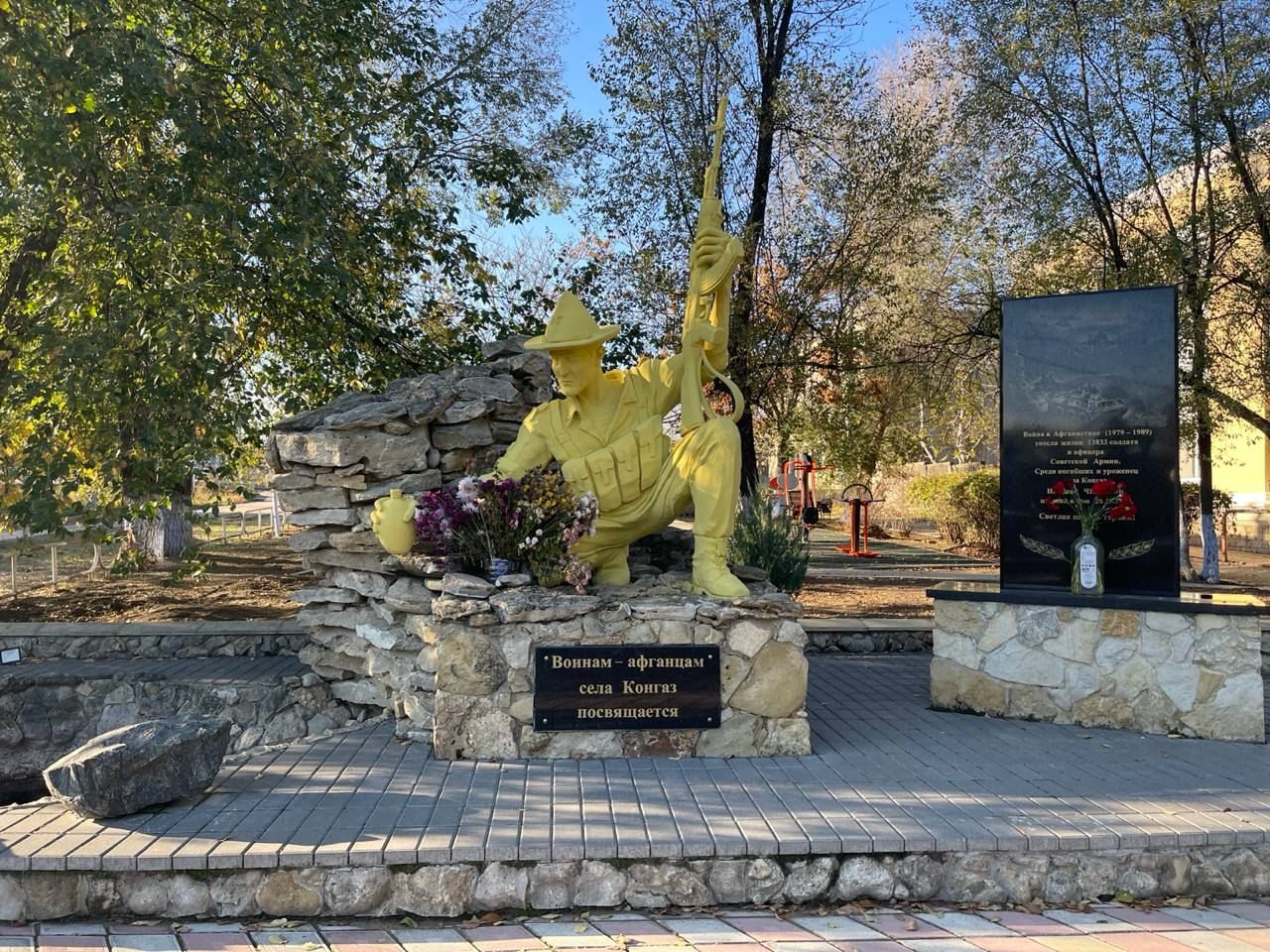
Monumentul participanților la războiul din Afganistan.

## Personalități

### Născuți în Congaz
- Mihail Kendighelean (n. 1941), politician găgăuz, președinte al Adunării Populare a UTA Gagauz-Yeri în perioada 1999-2002.
- Stepan Esir (n. 1950), politician găgăuz, președinte al Adunării Populare a UTA Gagauz-Yeri în perioada 2003-2008.
- Anatoli Laiba (n. 1954–2016), geolog și explorator polar sovietic și rus.
- Todur Zanet (n. 1958), jurnalist, folclorist și poet găgăuz și moldovean.
- Demian Caraseni (n. 1966), politician găgăuz, deputat în Parlamentul Republicii Moldova, fost vicepreședinte al Adunării Populare din UTA Gagauz-Yeri.
- Oleksandr Tkacenko (n. 1984), politician și avocat ucrainean, deputat în Rada Supremă.

## Vezi și
- Raionul Congaz